# Good governance
Good governance (dobré vládnutí) je široce mezinárodně uznávaný koncept vztahující se v nejobecnějším slova smyslu ke snaze o nalezení praktického řešení v oblasti řízení, zdrojů, představ a názorů, kterým se věnoval již tzv. Nový veřejný management a Nová veřejná administrace v 70. letech 20. století. O definici pojmu se v průběhu doby pokouší několik mezinárodně působících organizací jako je Světová banka, Rozvojový program OSN (UNDP), Ekonomická a sociální komise pro Asii a Tichomoří (UNESCAP) nebo Rada Evropy. Pojetí good governance se v průběhu vývoje mění, někdy se zužuje a jindy rozšiřuje.
Koncept good governance se objevil jako reakce na „špatné vládnutí“, které se vyznačuje vysokou mírou korupce, vlády bez odpovědnosti a nedostatku respektu k lidským právům. Jednu z prvních definicí poskytla Světová banka, která ji definuje jako předvídatelnou, otevřenou a osvícenou tvorbu politiky (transparentní proces), profesionální administrativu, vládu zodpovědnou za své činy, silnou participaci občanské společnosti ve veřejných otázkách a zachovávání vlády práva. Donoři, mezinárodní instituce či donorské země hledali určující kritéria jako podmínku k zajištění efektivity jejich hospodářské pomoci. Naplňování jednotlivých elementů apolitického konceptu good governance mělo napomoci k dosažení takových podmínek. Koncept good governance je dnes velmi komplexní a uplatňuje se v řadě disciplín: politické a ekonomické sféře, administrativní sféře, občanské společnosti, manažerské a korporátní oblasti apod.
Mezi základní prvky konceptu obecně patří efektivní, nestranný a rychlý soudní proces, transparentní veřejné instituce, odpovědnost za rozhodování veřejných činitelů, převod zdrojů a rozhodování z centra na místní úroveň, smysluplná účast občanů při projednávání veřejných politik, univerzální ochrana lidských práv, nediskriminační zákony.
Podobně ke good governance přistupuje rovněž Ekonomická a sociální komise pro Asii a Tichomoří (UNESCAP), která v roce 2008 tento koncept definovala jednoduše jako „proces rozhodování a uplatnění (nebo neuplatnění) rozhodnutí“ a mezi hlavní principy dobré správy zahrnuje: právní stát, participaci, transparentnost, komunikaci a reakci na podněty, snahu o nalezení konsenzu, poctivost a začlenění, efektivitu a účelnost, zodpovídání se – skládání účtů.
Ke konceptu dobré správy se rovněž hlásí Rada Evropy, jež k tomuto tématu vydala několik dokumentů, ovšem ty se převážně zaměřují na jednotlivé aspekty výkonu veřejné správy jako dobré správy. Zatímco doporučení Rady Evropy Rec(2007)7 o dobré veřejné správě/good governance, přijaté dne 20. 6. 2007 na 999. schůzi náměstků ministrů konkrétně definuje základní právo na dobrou veřejnou správu. Ve smyslu Dodatku k doporučení je dobrá správa definována skrze její jednotlivé součásti označované jako zásady dobré správy. Těmi jsou zásada zákonitosti, rovnoprávnosti, nestrannosti, proporcionality, právní jistoty, časové přiměřenosti, participace, úcty k soukromí a transparentnosti.
Konceptem good governance se v ČR zabývá nezávislý think tank Centrum of Excellence for Good Governance.